# Distrikt Charcana
Der Distrikt Charcana liegt in der Provinz La Unión in der Region Arequipa in Südwest-Peru. Der Distrikt wurde am 22. Juni 1825 gegründet. Er besitzt eine Fläche von 162 km². Beim Zensus 2017 wurden 618 Einwohner gezählt. Im Jahr 1993 lag die Einwohnerzahl bei 822, im Jahr 2007 bei 647. Die Distriktverwaltung befindet sich in der etwa 3417 m hoch gelegenen Ortschaft Charcana mit 399 Einwohnern (Stand 2017). Charcana liegt knapp 20 km westlich der Provinzhauptstadt Cotahuasi.

## Geographische Lage
Der Distrikt Charcana liegt in der Cordillera Volcánica im Südwesten der Provinz La Unión. Der Distrikt liegt am rechten Flussufer des nach Südwesten fließenden Río Cotahuasi.
Der Distrikt Charcana grenzt im äußersten Südosten an den Distrikt Toro, im Süden an den Distrikt Quechualla, im Westen und Nordwesten an die Distrikte San José de Ushua und Oyolo (beide in der Provinz Páucar del Sara Sara) sowie im Osten an den Distrikt Pampamarca.

## Ortschaften
Im Distrikt gibt es neben dem Hauptort folgende größere Ortschaften:
- Andamarca